# Alexander Moser (Chemiker)
Alexander Moser (russisch Александр Эдмундович Мозер; * 1879 in Moskau; † 1958 in Lima) war ein russischer Chemiker, der fotografische Künstlerporträts des russischen Komponisten Alexander Nikolajewitsch Skrjabin erstellte und ein Lichtklavier für private Voraufführungen von dessen Komposition Prométhée. Le Poème du feu konstruierte.

## Leben
Moser wuchs in Moskau in einer Familie von Russlanddeutschen auf. Sein Vater Edmund Moser (1850–1935) und seine Mutter Berta Moser, geb. Blessing, waren 1873 aus dem im badischen Schwarzwald gelegenen Unterkirnach nach Moskau ausgewandert. Sie importierten Orchestrions aus der Firma „Ambros Weisser vormals Hubert Blessing“ und übernahmen den Vertrieb und die Wartung der Instrumente auf dem russischen Markt. Auch Mosers Onkel Oskar Blessing (1856–1945) kam 1875 nach Moskau. Die Firma hieß seitdem Moser & Blessing.
Alexander Moser studierte Chemie in Moskau und arbeitete zwischen 1906 und 1910 an der Universität Karlsruhe zusammen mit Fritz Haber. Mit ihm verfasste er einen Aufsatz, und Haber schrieb auch eine Einleitung zu Mosers Monographie über „Die elektrolytischen Prozesse der organischen Chemie“. Ab 1910 war Moser Privatdozent in Moskau. Trotzdem seine Eltern und sein Onkel ihre Firma im Laufe der Revolution verloren und zu ihren deutschen Verwandten in den Schwarzwald zurückkehrten, war Alexander auch nach der Revolution in Russland tätig. Eine Postkarte aus dem Jahr 1925 belegt eine Reise in den nördlichen Ural, die vermutlich in Zusammenhang mit der damals geplanten Erweiterung des Magnesiumabbaus in der Nähe der Städte Beresniki und Solikamsk erfolgte. Laut einem Hinweis in der Zeitschrift Stahl und Eisen 46 (1926) S. 451 hatte Moser 1926 zusammen mit Alexander N. Kusnezow aus Leningrad und Jewgeni Iwanowitsch Schukowski aus Moskau ein deutsches Patent für ein Verfahren zur Gewinnung von Ferrosilizium und Aluminiumoxyd beantragt. Bei dieser Gelegenheit wird Mosers Name zum ersten Mal in einer deutschen Veröffentlichung mit dem Vatersnamen geschrieben Alexander Edmundowitsch Moser, Moskau. Ab den späten 1920er Jahren lebte Moser in Zumikon bei Zürich. Um 1940 wanderte er nach Lima aus, wo er 1958 verstarb.

## Familie
Nach einer ersten, vermutlich nur kurzen Ehe mit einer nicht näher bekannten Frau Gandolf, aus der die Söhne Alexander und Waldemar hervorgingen, heiratete Moser am 17. August 1919 die aus Riga stammende Vera Haensel, die er vermutlich am Chemischen Institut der Moskauer Universität kennengelernt hatte, wo sie als Chemielaborantin tätig gewesen war. Mit ihr hatte er die Tochter Elisabeth (14. Mai 1921–?) und Georg (27. Juli 1923–1999). Nach Veras Tod im Jahr 1928 heiratete Moser seine dritte Frau Anja.

## Bekanntschaft mit Skrjabin
Alexander Moser gehörte zum engeren Bekanntenkreis des Komponisten Alexander Nikolajewitsch Skrjabin. Wassili Jakowlew war wohl 1925 der erste Biograph Skrjabins, der Moser als „einen der Freunde“ des Komponisten bezeichnete. Die beiden hatten sich spätestens im Sommer 1909 kennengelernt, als Moser nach Brüssel reiste und dort Fotos von Skrjabin anfertigte. Der regelmäßige Umgang der beiden endete vermutlich erst mit Skrjabins plötzlichem Tod im Jahr 1915. Die meisten Biographen Skrjabins erwähnen Moser als Konstrukteur des ersten Lichtklaviers, mit dem die Tastiera-per-luce-Stimme bei privaten Voraufführungen der Komposition Promethée. Le Poème du feu gespielt wurde. Wie das von Moser für Skrjabin gebaute Lichtklavier funktioniert hat, ist allerdings nicht mehr zu rekonstruieren. Der nicht funktionsfähige Apparat, der sich im Moskauer Skrjabin-Museum befindet, wurde schon 1925 von Wassili Jakowlewitsch bei seiner Beschreibung des Vierten Zimmers des 1922 eingerichteten Museums in Skrjabins ehemaliger Wohnung als „Modell“ bezeichnet, das allerdings von Moser zu Lebzeiten des Komponisten hergestellt wurde:
„Man lenkt seine Aufmerksamkeit (an der Wand mit den Fenstern) auf das Modell eines Apparates für Lichteffekte für die Aufführung des ‚Poem des Feuers‘ (‚Prometheus‘), das ein Freund Skrjabins, der Ingenieur A. E. Moser konstruiert hat, um damit das ‚Lichtklaviatur‘ zu verwirklichen, das in der Partitur des ‚Prometheus‘ vorgesehen ist. Dieses Modell wurde hergestellt in der Zeit, in der Skrjabin sein Poem schuf.“ (Übersetzung Friedemann Kawohl)
Möglicherweise hat Moser nur dieses Modell angefertigt und wollte es später noch mit entsprechender Technik ausstatten. 
Aus einem Bericht der Schauspielerin Alisa Koonen (1889–1974) geht hervor, dass Skrjabin Lichteffekte einsetzte, als er im Winter 1911/1912 in seiner Wohnung Teile aus Promethée. Le Poème du feu auf dem Klavier vorführte. Skrjabin hatte Koonen gebeten, die Musik tänzerisch mit ihm zu erarbeiten. Sie kleidete sich in Chiton und Sandalen und „probierte einfache Bewegungen, welche durch ihre plastische Zeichnung die Stimmung jener Etüden und musikalischen Auszüge wiedergeben könnte“, die Skrjabin spielte. „Häufig“, so erinnert sich Koonen weiter, „schaltete er mal dieses, mal jenes Licht hinter dem Flügel ein, und das Zimmer wurde in blaues, gelbes, rotes und violettes Licht getaucht.“  Ob Moser bei dieser Aufführung zugegen war, und ob eine Apparatur Mosers benutzt wurde, wie Sigfried Schibli vermutet, ist nicht überliefert. Koonens Schilderung legt aber nahe, dass Skrjabin selbst die Lichter aus- und eingeschaltet hat.
Besondere Bedeutung hat Moser als Urheber einiger wichtiger fotografischer Porträts des Komponisten. Ein berühmtes Porträt Skrjabins zeigt den Komponisten sitzend, die rechte Hand auf einem Tisch liegend und die linke in einer Denkerpose an den Kopf gestützt.

## Schriften
- Fritz Haber und Alexander Moser: Das Generatorgas- und das Kohlenelement, in Zeitschrift für Elektrochemie 11 (1905) S. 593–609.
- Alexander Moser und N. Isgarischeff (auch Isgarischev), in Zeitschrift für Elektrochemie 16 (1910) 613–620. N. Isgarischeff (auch N. - evtl. Nikolai?) A. (Alexandrowitsch) Isgarischev wird als ein in Karlsruhe arbeitender Assistent Habers genannt. In: Dietrich Stoltzenberg, Fritz Haber: Chemist, Nobel Laureate, German, Jew (2005) S. 320.
- Die elektrolytischen Prozesse der organischen Chemie. Unter Mitwirkung von F. Haber, verfaßt von Alexander Moser. Monographien über angewandte Elektrochemie, Bd. XXXVI. XVI und 205 S. Verlag von Wilhelm Knapp, Halle a. S. 1910.
- Oxidation. In: Handwörterbuch der Naturwissenschaften, Bd. 7 (Jena, Gustav Fischer 1912), 392.
- Bestimmung der thermischen Dissoziation. In: Handbuch der Arbeitsmethoden in der anorganischen Chemie, Dritter Band, Teil 2, hg. von Arthur Stähler (Leipzig 1914), 1346–1383.